# Number One (Pharrell Williams)
Number One è una canzone R&B del produttore discografico Pharrell Williams, terzo singolo estratto dall'album In My Mind del 2006. Il brano figura il featuring del cantante rap Kanye West
Il singolo è stato pubblicato in Europa il 21 agosto 2006.
Il video prodotto per Number One è stato diretto da Hype Williams che ha realizzato due distinte versioni del video: una a colori e l'altra girata completamente in bianco e nero

## Tracce
UK CD
1. Number One (Featuring Kanye West) (Explicit Album Version)
2. Swagger International (Non-Album Bonus Recording)
3. Raspy (Non-Album Bonus Recording)
4. Number One (Featuring Kanye West) (Video)

UK Vinyl
1. Number One (Featuring Kanye West) (Explicit Album Version)
2. Raspy (Non-Album Bonus Recording)

UK Promo CD
1. Number One (Featuring Kanye West) (Clean Version)

## Classifiche
| Classifica                           | Posizione più alta |
| ------------------------------------ | ------------------ |
| U.S. Billboard Hot 100               | 57                 |
| U.S. Billboard Hot R&B/Hip-Hop Songs | 40                 |
| UK Singles Chart                     | 31                 |
| UK Urban Singles Chart               | 10                 |